# Triptykon
Triptykon – szwajcarski zespół wykonujący szeroko pojętą muzykę heavymetalową. Powstał w 2008 roku z inicjatywy gitarzysty Thomasa Gabriela Fischera, wkrótce po rozwiązaniu zespołu Celtic Frost, którego był wieloletnim członkiem. Fisher o nowym zespole: "Triptykon będzie brzmieć tak bardzo podobnie do Celtic Frost, jak to tylko możliwe. Album, nad którym właśnie pracuję, widziałem pierwotnie jako następcę »Monotheist«. W moim zamyśle płyta ma być bardziej mrocznym, cięższym i nieco bardziej eksperymentalnym dziełem niż Monotheist."
Fisher do współpracy zaprosił byłego perkusistę Celtic Frost Reeda St. Mark (zastąpiony szybko przez perkusistę Fear My Thoughts, Normana Leonhard), gitarzystę V. Santura występującego w grupie Dark Fortress oraz basistkę Vanję Slajh. Debiutancki album zespołu zatytułowany Eparistera Daimones ukazał się 19 marca 2010 roku nakładem Prowling Death Records w dystrybucji Century Media Records. Płyta dotarła do 12. miejsca zestawienia Billboard Heatseekers Albums w Stanach Zjednoczonych sprzedając się w nakładzie 1300 egzemplarzy w przeciągu tygodnia od dnia premiery. Wydawnictwo trafiło ponadto na listy przebojów w Grecji, Finlandii, Japonii, Szwajcarii i Niemczech. 
25 października, także 2010 roku do sprzedaży trafiło kolejne wydawnictwo zespołu, minialbum pt. Shatter. Materiał był promowany teledyskiem do utworu tytułowego, który wyreżyserował Philipp Hirsch. Na płycie znalazły się trzy premierowe utwory oraz dwie kompozycje z repertuaru Celtic Frost zarejestrowane podczas występu formacji na Roadburn Festival w Tilburgu w Holandii.

## Dyskografia
Albumy
| 2010                           | Eparistera Daimones - Data: 19 marca 2010 - Wydawca: Prowling Death Records | 264 | 28 | 73 | 81 | 31 | —  | —   | —   | —   |
| 2014                           | Melana Chasmata - Data: 14 kwietnia 2014 - Wydawca: Prowling Death Records  | 294 | 16 | 32 | 69 | —  | 11 | 140 | 162 | 171 |
| "—" pozycja nie była notowana. |                                                                             |     |    |    |    |    |    |     |     |     |

Minialbumy
| Rok  | Tytuł                                                                  | Pozycja na liście |
| Rok  | Tytuł                                                                  | FIN               |
| ---- | ---------------------------------------------------------------------- | ----------------- |
| 2010 | Shatter - Data: 25 października 2010 - Wydawca: Prowling Death Records | 8                 |

## Teledyski
| Rok  | Tytuł                       | Reżyseria      | Album           |
| ---- | --------------------------- | -------------- | --------------- |
| 2010 | "Shatter"                   | Philipp Hirsch | Shatter         |
| 2014 | "Aurorae"                   | Philipp Hirsch | Melana Chasmata |
| 2014 | "Tree of Suffocating Souls" | Philipp Hirsch | Melana Chasmata |